# Dombäck
Dombäck – miejscowość (småort) w Szwecji w gminie Örnsköldsvik w regionie Västernorrland. Około 52 mieszkańców.